# Arthur Debruyckere
Arthur Debruyckere, né le 13 mars 1915 dans le Flines-lès-Mortagne (Nord) et mort le 4 août 1955 à Peruwelz (Hainaut), est un coureur cycliste français, professionnel de 1935 à 1944. 

## Palmarès
- 1935
  - 3e du Tour du Nord
- 1936
  - 2e du Grand Prix Wolber indépendants
  - 3e du Critérium international de la route

## Résultats sur le Tour de France
2 participations
- 1935 : abandon
- 1936 : 29e